# Зиге, Энди
Андреас Маджид Зиге (нем. Andreas Madjid Siege; род. 5 марта 1985, Найроби) — кенийский и немецкий кинорежиссёр и сценарист.

## Биография
Родился в  1985 году в Найроби в семье немецких гуманитарных работников Людвига Зиге и его жены Насрин Маджид (Зиге).
В детстве Энди из-за рабочего графика родителей пришлось много путешествовать по Европе и Африке, редко где задерживаясь надолго.    В 13 лет опубликовал свой первый рассказ в немецком детском журнале
Обучался  в Тихоокеанской академия кино и новых медиа в Канаде,  Университете острова Ванкувер и Батском университете (факультет современной европейской политики, магистр политологии).
В 2011 году вместе с другом Паскалем Доусоном основал производственную компанию  Kalulu Entertainment Ltd.
Его дебютный фильм «Бети и Амар» (2014) — историко-фантастическая  драма о Эфиопии времён Муссолини, в создании которого Энди принимал участие как режиссёр, автор сценария, продюсер, монтажёр  и актёр, стоил 14 000 долларов и был представлен на многочисленных кинематографических конкурсах и смотрах, включая XXXVI Московский международный кинофестиваль, BFI London Film Festival, фестивали в Дурбане и Монреале. На  Silent River Film Festival в американском Ирвине лента Зиге была отмечена наградой River Admiration Award как лучший художественный фильм.
Энди Зиге проживает во Франкфурте.